# Маркус Штайнгефер
Маркус Штайнгефер (нім. Markus Steinhöfer, нар. 7 березня 1986, Вайсенбург) — німецький футболіст, півзахисник клубу «Спарта» (Прага).

## Ігрова кар'єра
У дорослому футболі дебютував 2006 року виступами за команду клубу «Ред Булл», в якій провів два сезони, взявши участь у 48 матчах чемпіонату. Більшість часу, проведеного у складі «Ред Булла», був основним гравцем команди. За цей час виборов титул чемпіона Австрії.
Протягом 2008–2009 років захищав кольори франкфуртського «Айнтрахта». Своєю грою за цю команду привернув увагу представників тренерського штабу клубу «Кайзерслаутерн», до складу якого приєднався на умовах оренди 2010 року. Повернувшись того ж року до «Айнтрахта», провів у його складі ще 4 гри.
До складу клубу «Базель» приєднався 2011 року. Наразі встиг відіграти за команду з Базеля 64 матчі в національному чемпіонаті.

## Виступи за збірні
З 16-річного віку залучався до юнацьких збірних команд Німеччини різних вікових категорій. Взяв участь у 20 іграх на юнацькому рівні, відзначившись 3 забитими голами.
2007 року провів три гри за молодіжну збірну Німеччини.

## Титули та досягнення
- Чемпіон Австрії (1):

«Ред Булл»: 2006-07
- Чемпіон Швейцарії (3):

«Базель»: 2010-11, 2011-12, 2012–13
- Володар Кубка Швейцарії (1):

«Базель»: 2011-12